# 3-吡咯啉
3-吡咯啉是吡咯啉异构体之一，是一个五元部分不饱和的含氮杂环。也称2,5-二氢吡咯。

## 性质
3-吡咯啉是无色具有氨味的液体，在空气中易挥发，易吸湿，易吸收二氧化碳。具有碱性和仲胺的性质。与水混溶，溶于乙醇、乙醚。易被还原为吡咯烷。

## 制取
一般由吡咯被锌／乙酸还原而得。也可由二烯丙胺在Schrock催化剂催化下的关环复分解反应制得，但产率较低。

## 用途
用作制药工业的中间体。